# Mimela schoutedeni
Mimela schoutedeni är en skalbaggsart som beskrevs av Eugène Benderitter 1922. 
Mimela schoutedeni ingår i släktet Mimela och familjen Rutelidae. Inga underarter finns listade i Catalogue of Life.